# Барс (порох)
«Барс» — советский бездымный баллиститный порох для снаряжения патронов к гладкоствольному спортивно-охотничьему оружию.

## История
Разработка лакового пороха «Барс» была завершена в 1967 году, после окончания испытаний и отработки технологии производства в начале 1970-х годов он начал поступать в продажу. По воспоминанием инженера-оружейника ЦКИБ СОО С. М. Шейнина, порох был создан в Перми путём «переделки штатного автоматного на охотничий». В сравнении с бездымным пироксилиновым порохом «Сокол» (который в это время являлся основным типом бездымного пороха к спортивно-охотничьего оружию в СССР), «Барс» имел большую плотность и большую мощность. В результате, при стрельбе патронами с порохом «Барс» имели место инциденты с повреждением и разрушением ружей, а также ранениями и гибелью стрелков (особенно при стрельбе из старых и изношенных ружей, а также при изготовлении нестандартных типов патронов). 
В 1980е годы были внесены изменения в правила упаковки пороха (и с этого времени порох расфасовывают в цилиндрические металлические банки типа I по ГОСТ 6128-81 из белой жести).
В 1984 году в СССР для стрелков-спортсменов и охотников начали выпуск бездымного пироксилинового пороха ВУСД, в 1989 году казанским НИИ химических продуктов был разработан порох «Сунар».
В 1990е годы начался импорт в Россию порохов иностранного производства, а также продажи на внутреннем рынке новых марок бездымного пороха отечественного производства. Тем не менее, производство пороха «Барс» было продолжено. В результате, по состоянию на начало 2000-х годов основными типами бездымного пороха в РФ являлись «Сокол», «Барс» и «Сунар», в значительно меньшей степени использовались порох ВУСД и пороха иностранного производства.

## Описание
«Барс» (ТУ 84-720-77) — это баллиститный порох со сферическими зернами (имеющими внешнее сходство с маковыми зернами, но с металлическим отливом). Средний диаметр зерна - 0,45 мм. Рекомендован для снаряжения пулевых и дробовых ружейных патронов 12-го, 16-го и 20-го калибров (в том числе, патронов "магнум").
Поскольку мощность пороха «Барс» существенно превышает мощность чёрного пороха, при снаряжении патронов порохом «Барс» нельзя использовать дозаторы для пороха и мерки (несколько порошинок и пороховая пыль создают разницу в десятые доли грамма, что существенно влияет на результаты стрельбы). По этой же причине следует учитывать влияние типа используемого капсюля-воспламенителя и материала пыжей на баллистику выстрела даже при одинаковой навеске пороха и идентичных характеристиках остальных компонентов патрона (в ходе заводских испытаний пороха использовались патроны с войлочными пыжами, однако при снаряжении ружейных патронов с полиэтиленовыми пыжами-концентраторами навеска пороха должна быть меньше, чем при использовании войлочных пыжей).
Для снаряжения патронов к нарезному оружию порох «Барс» использовать нельзя.